# Agylla gateri
Agylla gateri là một loài bướm đêm thuộc phân họ Arctiinae, họ Erebidae.